# Tepatitlán de Morelos
Tepatitlán de Morelos est une municipalité de l'État de Jalisco au Mexique.

## Histoire
Le peuple Otomi, société de chasseurs-cueilleurs, habite la région, à l'origine connue. 
Ensuite, s'installent les Tecuexe (es) ou tecuanni (cruels ou sanguinaire), qui sont des Chichimèques.
Le Pueblo Viejo, sur la colline de Raumalelí, est la partie ancienne.
Ensuite a été fondé le Cerrito de la Cruz, avec l'actuelle chapelle en sommet de colline.
Enfin, sous la direction de Mapelo, la ville est établie à son emplacement actuel.
En 1530, arrivent les Espagnols du capitaine Pedro Almíndez Chirinos, envoyés par Nuño Beltrán de Guzmán pour explorer la région.
Ils parviennent à Zacatecas, Tepatitlán, et au Cerro Gordo. 
À peu près au même moment, un groupe de frères franciscains s'installe, baptise la région, construit la première église San Francisco de Asís et évangélise les habitants. Le village reçoit le nom de San Francisco de Tecpatitlán.
Durant la Guerre d'indépendance du Mexique (1810-1821), la population, principalement créole et métisse, reste indécise jusqu'à l'entrée triomphale du Père Miguel Hidalgo y Costilla à Guadalajara.
En 1824, la localité devient le siège d'un département, puis d'un canton.
En 1883, l'agglomération reçoit le titre de ville, et le nom de Tepatitlán de Morelos, en l'honneur de l'insurgé révolutionnaire José María Morelos y Pavó.
Durant la Guerre des Cristeros (1926-1929), la ville est le lieu d'une des grandes batailles avec la mort de 3 000 soldats de l'armée fédérale.
| Ville | Ville      | Pays | Pays       |
| ----- | ---------- | ---- | ---------- |
|       | Guanajuato |      | Mexique    |
|       | Laredo     |      | États-Unis |